# راهروی شیطان
راهروی شیطان (انگلیسی: Devil's Doorway) فیلمی آمریکایی در سبک وسترن به کارگردانی آنتونی مان است که در سال ۱۹۵۰ منتشر شد.

## بازیگران
- رابرت تیلور
- لوئیس کالهرن
- پائولا ریموند
- ادگار بیوکانان
- جیمز میچل
- مارشال تامپسون
- ریس ویلیامز
- اسپرینگ باینگتون
- ویلیام ان. بیلی